# Creu dels Set Braços (condecoració)
La Creu dels Set Braços és la condecoració de més alt rang del Principat d'Andorra.
L'objecte de la condecoració és premiar a persones —en vida o a títol pòstum—, institucions o entitats que hagin contribuit significativament al benefici del país en la seva promoció econòmica, social, divulgació científica, històrica o cultural, entre d'altres.
La Creu de Set Braços està regulada per mitjà del Decret 221/2024, del 29-5-2024, d’aprovació del Reglament de la Creu dels Set Braços.

## Història
La distinció va ser ideada per primer cop per Josep Dallerès, síndic general durant el bienni socialdemòcrata (2009-2011), però no va passar de ser una idea i no es va crear cap llei per a regular-la. El duet conformat per Vicenç Mateu i Mònica Bonell, síndic i subsíndica entre 2011 i 2019, va mantenir la idea de la redacció d'un text per a la seva creació, però no va ser fins al mandat de Roser Suñé, síndica des de 2019, que la distinció va ser creada dins del capítol VIII de la llei de 2022 de protocol i cerimonial, elaborat pel Consell General en col·laboracions externes.

La distinció fa referència a una antiga creu de terme, la Creu dels Set Braços, situada al camí ral entre Canillo i Prats, objecte d'una llegenda tràgica:
Segons explica la llegenda, a la vila de Prats hi vivia un noi una mica poruc que tremolava només de pensar que el diable podia anar a trobar-lo algun dia. Els joves del poble van tenir la mala idea d’enviar-lo a Canillo a buscar vi a canvi de convidar-lo a berenar. Com que s'hi resistia i per tal que no tingués por, li van donar una escopeta i el van enviar cap a Canillo.
Quan va arribar a Canillo ja començava a fer-se fosc. Va anar a recollir el vi i, com que hi havia molta gent, deixà l’escopeta i la bóta i se’n va anar a fer un tomb pel poble. Quan l’hostaler hagué despatxat tots els clients, omplí la bóta de vi del noi i encuriosit feu una ullada a l’arma en veure que estava mal carregada. Creient que era a causa d’un oblit, va carregar-la bé, no fos cas, va pensar, que l’amo de l’escopeta hagués de defensar-se d’un animal i l’arma no li respongués.
El noi va recollir la bóta i l’escopeta i va agafar el camí de tornada a Prats. Mentrestant, els seus amics li tenien preparada una sorpresa... De cop i volta, va aparèixer una forma blanca que gesticulava en mig del camí. El xicot no s'ho va pensar dues vegades: va disparar i es va apressar a córrer cap a casa cridant que havia mort el diable. La resta de nois se’n van burlar i van emplaçar-lo a tornar al lloc a veure el diable mort. Quan van arribar, es van trobar que el seu amic havia desaparegut i que el diable se l’havia endut. Havien estat castigats per la seva maldat.

En el lloc on succeí aquesta història es va decidir posar-hi una creu a fi que els vianants no oblidessin les conseqüències d’un acte tan lleig. La creu tenia set braços, com set eren els joves que van voler burlar-se del seu amic. Un d’ells va desaparèixer, i, estranya coincidència, la creu també va perdre un del seus braços.

## Govern de la distinció
L'òrgan de govern de la distinció, que s'anomena Consell de la Creu dels Set Braços, és l'encarregat de decidir sobre els atorgaments de la Creu dels Set Braços.
El copresideixen els coprínceps, conjuntament, i en formen part el síndic general, el cap de Govern i un ciutadà andorrà, que és escollit cada quatre anys pels altres quatre membres. El ministre d'Afers Exteriors n'és el secretari: participa en les reunions del Consell amb veu però sense vot. D'acord amb la Llei, els càrrecs institucionals que en formen part —tots menys el ciutadà andorrà— poden delegar les seves funcions en un representant.
| Presidents                   | Presidents        | Membres              | Membres             | Membres         | Secretària                 |
| Copríncep episcopal          | Copríncep francès | Síndic general       | Cap de Govern       | Ciutadà andorrà | Ministra d'Afers Exteriors |
| ---------------------------- | ----------------- | -------------------- | ------------------- | --------------- | -------------------------- |
|                              |                   |                      |                     |                 |                            |
| Josep-Lluís Serrano Pentinat | Emmanuel Macron   | Carles Ensenyat Reig | Xavier Espot Zamora | Vacant          | Imma Tor Faus              |

## Insígnies
La condecoració és concedeix en un únic grau, que té forma de Collar. Quan l'atorgament recau en una entitat amb ús de banderes, consisteix en una Corbata d'Honor. Altrament, i pels atorgaments a títol pòstum, consisteix en una Placa d'Honor.
- Collar

El Collar de la Creu dels Set Braços està compost per una doble cadena, de 800 mm de llargada, que conté setze baules, de 35 mm per 35 mm, de les quals vuit tenen forma quadrada amb el centre circular, en or, al centre del qual llueix la Creu dels Set Braços – quatre en anvers (mostrant el Crist i quatre en revers mostrant la Mare de Déu de Meritxell- en argent i als extrems de les quals llueix una flor de grandalla. Les vuit restants, en or, representen un motiu vegetal representat als frescos del vestíbul de Casa de la Vall. Tanca la cadena una baula d’argent, de 60 mm x 35 mm, amb la forma d’un dels panys de l'Armari de les Set Claus.
Al front, inicia la cadena un Escut d’Andorra, coronat, en or i de 45 mm d’ample, amb aureola de disseny simple i estil barroc. De l’Escut es sosté per mitjà d’una grandalla en sexifòlia d’argent amb base ornada, de 20 mm per 20 mm, el medalló, en or i forma ovalada, de 60 mm per 45 mm, amb extrems estil rocalla, al centre del qual llueix la Creu dels Set Braços amb peu, en argent envellit. Orlen el medalló les lletres d’or VIRTVS VNITA FORTIOR, tancades per una sexifòlia.
- Medalló

El medalló de la Creu dels Set Braços pot lluir-se en ocasions menys solemnes al voltant del coll pels cavallers de la Creu dels Set Braços, mitjançant una cinta de moiré de seda groc de crom de 30 mm d’ample. Les dames de la Creu dels Set Braços poden lluir-lo mitjançant un llaç complert, també en groc de crom.
- Miniatura i passador

El conjunt ve acompanyat d’una miniatura de 18 mm per 30 mm reproduint el medalló i la seva suspensió de grandalla en sexifòlia amb base ornada, penjant d’una cinta en groc de crom de 12 mm d’ample. S'acompanya d’una roseta tipus pin de solapa de 10 mm, al centre de la qual hi ha una representació de l’anvers de la Creu dels Set Braços i un passador de diari, en cinta groc de crom de 30 mm, al centre del qual hi ha la mateixa roseta.

## Concessió
La distinció ha de ser atorgada, com a mínim, una vegada cada dos anys. La seva concessió ha de ser publicada al Butlletí Oficial del Principat d’Andorra, en forma de decret, i la Cancelleria Nacional n'ha d'expedir el títol.
Reben automàticament la distinció els coprínceps, ex-síndics generals i ex-caps de Govern.

## Revocació
Les distincions de la Creu dels Set Braços poden ser revocades pel seu Consell quan existeixin fets provats i motivats sobre la conducta poc honorable, pública o privada, de la persona distingida.

## Membres de la Creu dels Set Braços
La primera llista de membres de la Creu dels Set Braços fou publicada el 17 de juliol del 2024, en aplicació de les disposicions relatives als atorgaments automàtics de la condecoració.
- Joan Enric Vives i Sicília, copríncep d'Andorra, 17 de juliol del 2024.

- Emmanuel Macron, copríncep d'Andorra, 17 de juliol de 2024.

- Francesc Cerqueda Pascuet, exsíndic general (1982-1990), 17 de juliol de 2024.

- Albert Gelabert Grau, exsíndic general (1991-1992), 17 de juliol de 2024.

- Jordi Farràs Forné, exsíndic general (1992-1994), 17 de juliol de 2024.

- Josep Dallerès Codina, exsíndic general (1994-1997), (2009-2011), 17 de juliol de 2024.

- Marc Forné Molné, excap de Govern (1994-1997), (1997-2001), (2001-2005), 17 de juliol de 2024.

- Francesc Areny Casal, exsíndic general (1997-2005), 17 de juliol de 2024.

- Albert Pintat Santolària, excap de Govern (2005-2009), 17 de juliol de 2024.

- Joan Gabriel Estany, exsíndic general (2005-2009), 17 de juliol de 2024.

- Jaume Bartumeu Cassany, excap de Govern (2009-2011), 17 de juliol de 2024.

- Vicenç Mateu Zamora, exsíndic general (2011-2019), 17 de juliol de 2024.

- Roser Suñé Pascuet, exsíndica general (2019-2023), 17 de juliol de 2024.

Placa d'Honor
- Òscar Ribas Reig, a títol pòstum, excap de Govern (1982-1984), (1990-1994), 17 de juliol de 2024.

- Josep Pintat Solans, a títol pòstum, excap de Govern (1984-1990), 17 de juliol de 2024.

- Antoni Martí Petit, a títol pòstum, excap de Govern (2011-2015), (2015-2019), 17 de juliol de 2024.